# Bundoksia longissima
Bundoksia longissima — вид тарганів родини Blattidae. Описаний у 2022 році.

## Назва
Видовий епітет походить від латинського слова «longissimus», що означає «вузький» та відноситься до довгого та вузького тіла комахи.

## Поширення
Поширений на півдні Китаю у провінціях Хайнань, Юньнань та Гуансі.

## Спосіб життя
Bundoksia longissima активна вночі, коли добуває корм і спаровується. Трапляєтьсяпереважно на стовбурах дерев, інколи на листках . Після переляку виділяє кислу рідину із запахом лимона.